# The Plot in You
The Plot in You es una banda estadounidense de Metalcore formada en el Condado de Hancock, Ohio en 2010. Originalmente un proyecto paralelo del exmiembro de Before Their Eyes, Landon Tewers, el grupo está compuesto por Tewers, el guitarrista Josh Childress, el bajista Ethan Yoder y el baterista Michael Cooper.
La banda ha lanzado cinco álbumes de estudio y dos EPs: First Born (2011), Could You Watch Your Children Burn (2013), Happiness in Self Destruction (2015), Dispose (2018) y su más reciente trabajo Swan Song (2021).

## Historia

### Formación, cambio de nombre yFirst Born(2010–2011)
Comenzó como un proyecto paralelo del guitarrista y vocalista Landon Tewers mientras formaba parte de la banda de post-hardcore Before Their Eyes bajo el nombre de "Vessels". Vessels lanzaría un EP debut grabado y producido por él mismo titulado Wife Beater a través de InVogue Records, el sello con el que también firmó Before Their Eyes. Poco después del lanzamiento de Wife Beater, Tewers vio el potencial de Vessels y decidió dejar Before Their Eyes. Luego cambiaría el nombre de la banda "The Plot in You" y reclutaría a los guitarristas Anthony Thoma y Josh Childress, al bajista Ethan Yoder y al baterista Cole Worden para presentaciones en vivo, eligiendo crear la música de forma independiente del resto de la banda. Cerca del final de 2010, la banda anunció que habían firmado con Rise Records y Tewers admitió que ya había comenzado a trabajar en el material para un álbum cuyo lanzamiento se esperaba para principios del próximo año.
El 21 de octubre de 2010, la banda emprendió su primera gira como teloneros de A Plea for Purging "The Mosh PotatTour" en diciembre junto a Your Memorial y Within the Ruins. La banda lanzaría dos sencillos promocionales de su próximo nuevo álbum, "Unwelcome" el 29 de noviembre y "Miscarriage" el 24 de febrero. La última canción que la banda lanzaría antes de su álbum sería una versión de "Superbeast" de Rob Zombie que se lanzó el 30 de marzo en la página de Facebook de la banda.
El 19 de abril de 2011, la banda lanzó oficialmente su primer álbum First Born, a través de Rise Records y realizaría numerosas giras durante 2011 y 2012.  A finales del verano de 2011, la banda comenzaría a trabajar en un vídeo musical de la canción "Miscarriage", que lanzarían el 1 de septiembre. La banda se uniría a Thick as Blood, Legend y We Are Defiance en su "Circle of Friends Tour" antes de embarcarse en A Bullet for Pretty Boy para su otoño "The Revision:Revise Tour" para su álbum del mismo nombre junto a The Great Commission. y El aire que respiro. La banda terminaría el año como parte de la gira de invierno MyChildren MyBride junto a Within the Ruins, Lionheart y I Declare War.

### Could You Watch Your Children Burn(2011–2013)
El 22 de octubre de 2011, la banda anunció en Twitter que ya habían comenzado a trabajar en su próximo lanzamiento. A finales de diciembre de 2011, el guitarrista Anthony Thoma anunció que dejaría la banda para regresar a la escuela y había tocado su último show con la banda a principios de ese mes y sería reemplazado por el guitarrista de A Bullet For Pretty Boy Derrick Sechrist. La banda comenzaría el año de gira como parte de "The Recorruptour" de Whitechapel junto con sus compañeros de apoyo Miss May I, After the Burial, Structures y Within the Ruins. Poco después, la banda anunció que regresarían al estudio en marzo para comenzar a grabar su próximo álbum. En la primavera se anunció que la banda se embarcaría en "The Dead Kid Tour" este verano junto con My Ticket Home, For All I Am y Erra antes de unirse al "The True Defiance Tour" de Demon Hunter junto a Bleeding Through, Cancer Bats y Sauces. La banda reemplazaría a Molotov Solution en la próxima gira estadounidense de Impending Doom en julio con Within the Ruins, Erra y To Each His Own.
A finales del verano de 2012, la banda anunció que lanzarían su próximo álbum en algún momento de este otoño a través de Rise Records. Poco después se confirmó que serían parte de la gira norteamericana "Ruining Earth for Everybody" de Iwrestledabearonce este otoño con Oceano, Vanna, Within the Ruins y Rodeado de monstruos. Para el otoño, la banda anunció que terminarían el año como parte de la mini gira como cabeza de cartel Like Moths to Flames en apoyo de la reedición de lujo de When We Don't Exist junto a Ice Nine Kills, Horizons y Assassins. No mucho tiempo después, la banda comenzó a publicar imágenes de estudio de ellos trabajando duro en su próximo álbum. Tras el anuncio, la banda también reveló que su lanzamiento titulado Could You Watch Your Children Burn tendría una fecha de lanzamiento el 15 de enero. La banda recibiría el año nuevo como parte de la gira coencabezada de Whitechapel y Emmure, la "Brothers of Brutality Tour" con Unearth y Obey the Brave.
El 10 de diciembre, la banda lanzó su primera canción de su próximo álbum, la agresiva pista "Premeditated" que detalla la hostilidad del vocalista Tewer hacia el individuo que había victimizado a su novia durante la gira. Más tarde ese mes, la banda lanzó la siguiente canción de su próximo disco, la veraz "Fiction Religion". La última canción que la banda lanzaría promocionalmente antes del lanzamiento de su segundo álbum el 15 de enero sería "Digging Your Grave", una canción sobre el ex vocalista de Of Mice & Men, Austin Carlile, por una razón no revelada.
El 18 de febrero de 2013, la banda lanzaría el video musical con el tema torturado NSFW para su tema "Premeditated". Un mes después, se anunció que la banda sería parte del "Back in Action Tour" de Attack Attack!, la primera gira de la banda desde que cambió de cantante y contaría con el apoyo de Get Scared, Dangerkids y Closer to Closer. Un par de días después, la banda lanzó un vídeo musical de la canción "Fiction Religion". El baterista Cole Worden anunció su salida amistosa de la banda en el verano de 2013 y dejó la banda para buscar un empleo más estable. Kevin Rutherford, exmiembro de la fama de Like Moths to Flames, asumiría extraoficialmente el cargo de nuevo baterista de la banda y se anunciaría oficialmente algún tiempo después. La banda lanzó su último vídeo musical de su segundo esfuerzo a finales del verano de 2013, lanzando el vídeo en vivo de su canción, "Troll".

### Happiness in Self Destruction(2013–2016)
La banda se uniría a Chimaira en su verano como cabeza de cartel de "The Artery Metal Tour" junto con otros actos secundarios; Upon This Dawning, Allegaeon y Silence the Messenger. Después de esa gira, la banda formaría parte de la gira de otoño de The Acacia Strain por Norteamérica junto con Cane Hill. Durante esos shows, la banda comenzó a tocar la canción "Crows" en vivo y se esperaba que la canción apareciera en su tercer álbum.
El 23 de febrero de 2015, la banda anunció su salida de Rise Records agradeciendo al sello por ser de gran ayuda con sus últimos lanzamientos y que están terminando de trabajar en el próximo álbum y pronto anunciarán un nuevo sello. Junto con el anuncio, lanzaron un vídeo musical para su nueva canción, "My Old Ways", que indica que la canción muestra el sonido y la sensación de su nuevo álbum. En marzo, lanzaron la cara B inédita, "Crows", una canción que habían estado tocando en vivo en shows y que planeaban lanzar en un formato de 7 pulgadas que nunca llegó a concretarse. El 3 de junio, la banda anunció que participarán en la gira de verano como cabezas de cartel de Like Moths to Flames en apoyo del nuevo 7 pulgadas de la banda, The Dream Is Dead junto a Myka Relocate y Yuth Forever (anteriormente Villains). Después de su carrera de apoyo con Like Moths to Flames, se anunció que tocarían en una pequeña serie de espectáculos como cabezas de cartel con Myka Relocate terminando el verano.
En julio, la banda anunció oficialmente que habían firmado con StaySick Recordings y que lanzarían su nuevo álbum en el otoño. Tewers expresó su alegría de trabajar con gente trabajadora y apasionada que también son amigos que conocen a nivel personal. Más tarde anunciarían que su tercer álbum Happiness in Self Destruction se lanzaría el 16 de octubre de 2015 y publicarían un video que detalla las dificultades detrás del nuevo álbum. A finales de agosto, lanzaron "Take Me Away", el segundo sencillo de su inminente álbum y Tewers citó la canción como la más significativa del disco y un tributo a su difunto abuelo. En septiembre, lanzaron un vídeo musical de "Take Me Away". Lanzaron el último sencillo promocional, "Dear Old Friend" de su próximo álbum el 3 de octubre. En diciembre de 2015, anunciaron que comenzarían el año apoyando a Blessthefall en su gira principal en febrero junto a Sirens and Sailors, Miss May I y A War Within.

### Dispose(2017–2020)
El 1 de junio de 2017, se anunció que serían parte del nuevo álbum recopilatorio Punk Goes... de Fearless Records, Punk Goes Pop Vol. 7, junto con otras bandas importantes y prometedoras de la escena alternativa actual que cubren los mayores éxitos del Top 40 con su propio estilo dinámico. La banda incluiría su versión de la canción de James Bay, "Let It Go", y el álbum recopilatorio se lanzaría el 14 de julio.
El 15 de junio, The Plot in You anunció que habían firmado con Fearless Records y afirmaron que estaban emocionados de ser parte de la "familia Fearless" y que es reconfortante tener un equipo detrás de ellos con la ambición y las herramientas para darle vida a la visión creativa que siempre han tenido para la banda. Celebraron con la firma lanzando la canción "Feel Nothing", una canción de su próximo y primer álbum en el que Tewers había trabajado con otro productor. Esto también sirvió como anuncio de la salida de la banda de StaySick Recordings. Más tarde ese mes, se anunció que serían parte de la gira de verano de The Color Morale en apoyo de su álbum de Desolate Divine, junto a Dayseeker y Picturesque. Más tarde anunciarían que se unirían a Ice Nine Kills en su gira "Every Trick in the Book", con la banda interpretando el álbum del mismo nombre completo cada noche con el apoyo de Dayseeker, Ovtlier y Carousel Kings. El 16 de noviembre, la banda lanzó un vídeo musical para el primer sencillo de su próximo álbum, "Not Just Breathing", junto con la lista de canciones y que el álbum se lanzaría el 16 de febrero.
El 5 de enero de 2018, se anunció que traerían el año nuevo hasta la primavera acompañando a We Came as Romans en su "Cold Like War Tour" junto a Oceans Ate Alaska, Currents y Tempting Fate. El 25 de enero, la banda habló sobre su álbum Dispose afirmando que "las averías ya no son su principal preocupación, eso no significa que el sonido de la banda se esté iluminando" y que el álbum sería el más pesado de la banda, pero no del todo. forma en que piensan los aficionados. También en enero, se anunció que la banda se uniría a Polaris y Alpha Wolf en su gira de primavera por Australia. A finales de enero estaban listos para terminar la gira de primavera en Europa y el Reino Unido junto a We Came as Romans, Polaris y Alazka.
En junio de 2018, se anunció que continuarían su viaje en Europa y el Reino Unido este otoño junto con The Amity Affliction, Dream State y Endless Heights. En julio, se anunció que terminarían el año de gira en apoyo de la gira de invierno de Underoath como cabeza de cartel por Norteamérica con Dance Gavin Dance y Crown the Empire. Al día siguiente, la banda lanzó un vídeo musical de su emotiva canción, "The One You Loved".
A finales de enero de 2019, se anunció que se unirían a sus amigos Like Moths to Flames, Dayseeker y Limbs para una próxima gira de primavera por Norteamérica. En mayo de 2019, The Plot in You anunció algunos espectáculos principales este verano en torno a su aparición en el festival "Rock USA" de este año de 2019 con una aparición de Ice Nine Kills en su show de Columbus, Ohio. A finales de julio, estaban emocionados de anunciar que serían parte de la gira de otoño de Sum 41 como cabeza de cartel con The Amity Affliction y Of Mice & Men apareciendo en las fechas en las que The Amity Affliction no lo hará. Continuarían tocando en algunos shows selectos en las fechas fuera de su gira con Sum 41 y The Amity Affliction.

### Swan Song(2021–presente)
El 5 de noviembre de 2019, Landon anunció en Instagram que está trabajando en nuevo material para la banda y su proyecto paralelo Ai640. No sería hasta principios de abril de 2020 que Tewers actualizaría el progreso del álbum y afirmaría que: "... estamos a un poco más de la mitad del seguimiento del nuevo registro de la trama y realmente estoy Estoy emocionado de sacar otro disco. La nueva mierda es realmente diferente a todo lo que hayamos hecho jamás...". Tewers también lanzaría su melancólico tema en solitario "Say It Ain't So" para ayudar a los aficionados a prepararse para el próximo álbum. En mayo de 2021, Tewers anunció oficialmente que el álbum estaba terminado.
El 29 de julio, la banda lanzó oficialmente el nuevo sencillo principal "Face Me" de su quinto álbum de estudio Swan Song que se lanzó el 17 de septiembre de 2021, junto con su vídeo musical. Al mismo tiempo, la banda reveló la portada del álbum y la lista de canciones. Para promocionar el álbum, la banda también anunció que apoyarán la gira reprogramada del 20 aniversario de Silverstein junto con Can't Swim en noviembre de 2021. El 19 de agosto, la banda presentó el segundo sencillo "Enemy". El 9 de septiembre, una semana antes del lanzamiento del álbum, la banda lanzó el tercer sencillo "Paradigm" y su correspondiente vídeo musical.
El 25 de octubre de 2022, The Plot in You presentó el primer sencillo "Divide". El 1 de diciembre se publicó el vídeo musical del sencillo. El 8 de febrero de 2023, la banda lanzó el segundo sencillo "Left Behind" junto con un vídeo musical que lo acompaña. El 11 de agosto, la banda dio a conocer el tercer sencillo "Forgotten" y junto con un vídeo musical.
El 19 de enero de 2024, The Plot in You lanzó un nuevo sencillo titulado "Closure". Sigue al EP Vol. 1, que se lanzó el 12 de enero. El EP compiló tres sencillos del grupo lanzados anteriormente.

## Miembros
| Miembros actuales - Landon Tewers – Voz principal, teclado (2010–presente), Batería (2014–2015) - Josh Lewis Childress – Guitarra (2010–presente) - Ethan Yoder – Bajo (2010–presente) - Michael Cooper – Batería (2021–presente) | Miembros anteriores - Anthony Thoma – Guitarra (2010–2012) - Cole Worden – Batería (2010–2013) - Derrick Sechrist – Guitarra (2012–2014) - Kevin Rutherford – Batería (2013–2014) - Mathis Arnell – Batería (2015–2021) |

Línea del tiempo

## Discografía
Álbumes de estudio
- 2011: First Born
- 2013: Could You Watch Your Children Burn
- 2015: Happiness in Self Destruction
- 2018: Dispose
- 2021: Swan Song